# Râul Hirișești
Râul Hirișești este un curs de apă, afluent al râului Gilort.

## Hărți
- Harta Munților Parâng [nefuncțională – arhivă]